# Naomi Shemer

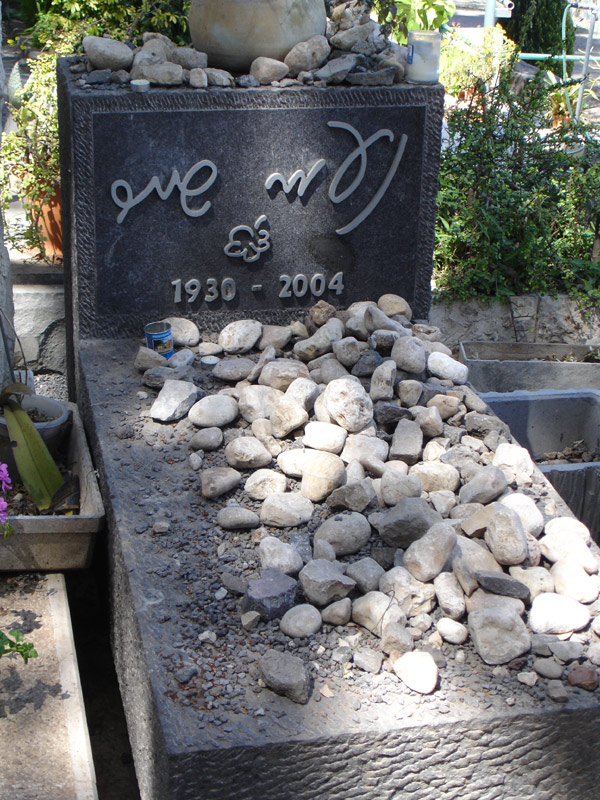
graf

Naomi Shemer (Hebreeuws: נעמי שמר) (Kevutzat Kinneret, 13 juli 1930 – Tel Aviv, 26 juni 2004) was een Israëlisch componiste, tekstdichtster en singer-songwriter. Ze staat bekend als de 'first lady of Israeli song'.
Naomi Shemer groeide op in de kibboets Kevutzat Kinneret. Al jong nam zij pianolessen. Vanaf 1950 begon Naomi met het schrijven van liederen, waarvan velen uitgroeiden tot Israëlische volksliedjes of klassieke liedjes voor de joodse feestdagen. Ook zette zij teksten van anderen op muziek. In 1983 ontving Noami Shemer de Israëlprijs voor haar werk.
Waarschijnlijk is het lied Jeroesjalajim sjel zahav (Jeruzalem van goud) haar bekendste werk. Zij schreef de tekst en melodie in 1967, enige tijd voordat in hetzelfde jaar de Zesdaagse Oorlog begon, Israël Oost-Jeruzalem innam en de Westmuur in die stad weer toegankelijk werd voor Joden. Het lied wordt wel omschreven als het tweede volkslied van Israël. De melodie zou geïnspireerd zijn op een Baskisch wiegeliedje. Een poging destijds van Knessetlid Uri Avnery om Jeroesjalajim sjel zahav tot het officiële Israëlische volkslied te verheffen, haalde het niet maar zegt wel iets over de status van het lied.
Midden 2004 stierf Naomi Shemer op 73-jarige leeftijd aan kanker.

## Enkele liederen van Naomi Shemers hand
- Jeroesjalajim sjel zahav (Jeruzalem van goud)
- Hitchadsjoet (vernieuwing)
- Al kol ele (over al deze dingen)
- Od lo ahavti dai (ik heb nog niet genoeg liefgehad)
- Berosj hasjana (op Rosj Hasjana)